# Lukas Müller (wioślarz)
Lukas Müller (ur. 19 maja 1987 w Wetzlar) – niemiecki wioślarz, mistrz olimpijski, dwukrotny mistrz świata, mistrz Europy. 

## Osiągnięcia
- Mistrzostwa Świata U-23 – Račice 2009 – ósemka – 2. miejsce
- Mistrzostwa Europy – Montemor-o-Velho 2010 – ósemka – 1. miejsce
- Mistrzostwa Świata – Hamilton 2010 – ósemka – 1. miejsce
- Mistrzostwa Świata – Bled 2011 – ósemka – 1. miejsce
- Igrzyska Olimpijskie – Londyn 2012 – ósemka – 1. miejsce